# 世田谷区立京西小学校
世田谷区立京西小学校（せたがやくりつ きょうさいしょうがっこう）は、東京都世田谷区用賀（ようが）4丁目に所在する公立小学校。

## 概要
- 「あいさつと笑顔が自慢の京西小」という標語がある。
- 京西小学校という名前は、日本の初代内閣総理大臣である伊藤博文が「東京の西にある学校」という意味で名付けたものである（下記公式サイト「校長挨拶」を参照）。
- 130周年記念で作られた京西小学校のマスコットは「さくらちゃん」
- 140周年記念で作られたマスコット「ぱっくん」

## 沿革
- 1879年12月10日 - 用賀村1293番地[2]に、京西学校創立。
- 1939年2月25日 - 現在地に移転[2]。
- 1940年4月 - 二子玉川分教場（現:世田谷区立二子玉川小学校）設置[3]。
- 1941年4月1日 - 国民学校令により、東京市京西国民学校と改称。
- 1942年4月 - 二子玉川分校が、東京市二子玉川国民学校として、分離独立[3]。
- 1947年4月1日 - 世田谷区立京西小学校と改称。
- 1958年4月1日 - 京西小学校分校新設を決定。
- 1951年10月 - 分校開校。
- 1956年4月1日 - 世田谷区立用賀小学校を分離。
- 2011年 - 新校舎落成・竣工[4]。
- 2019年 - 140周年となる。

## 最寄り駅
- 東急田園都市線
  - 用賀駅（北口）下車4分